# غورسلي
غورسلي هي قرية صغيرة في غابة عميد حي غلوسسترشير، وتشكل جزءا من الرعية المدنية غورسلي و كيلكوت في جنوب غرب ميدلاندز من انجلترا.

يقع غورسلي كومون وليتل غورسلي بالقرب من مدينة هيريفوردشير.

## الموقع وأماكن الإستجمام
غورسلي هو 4.7 كم (2.9 ميل) غرب نيوينت،

10 كم (6.2 ميل) شرق روس-أون-وي

وحوالي 19 كم (12 ميل) جنوب ليدبوري.

القرية قريبة من تقاطع 3 من M50، واحدة من الطرق السريعة الأولى التي بنيت في بريطانيا في عام 1960. الطرق الانزلاق على نهاية تقاطع في الزاوية اليمنى غالبا ما يتحول إلى مفاجأة سائقي السيارات تستخدم لتصاميم تقاطع أكثر تدريجية، الحديثة.
تم الجمع بين كنيسة الرعية الأنجليكانية وكليفوردس ميسن.

افتتحت كنيسة صغيرة المعمدان في عام 1852.
يدعى جورسلي الحجر الجيري للمنطقة. تم استخدام الحجر من مقالع المنطقة لبناء مباني العصر الفيكتوري. تظهر الخرائط الفيكتورية عددا من المحاجر وأفران الجير في المنطقة.
حانة القرية هي ذي رودماكر،

واسمه في الأصل ذي نيو إن. وهي مملوكة ويديرها أربعة جنود سابقين من الجيش البريطاني جوركا.

## معرض صور

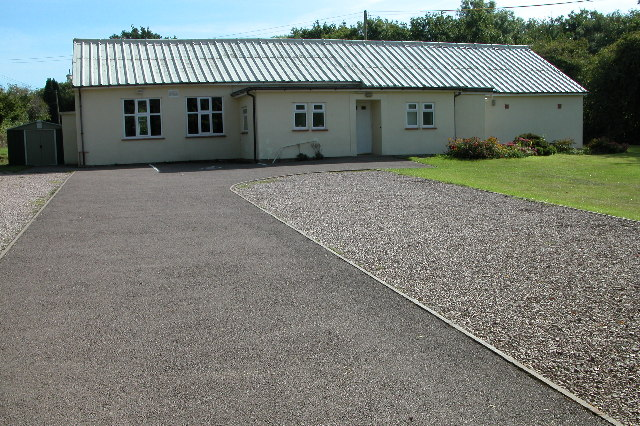
قاعة قرية غورسلي - سبتمبر 2005
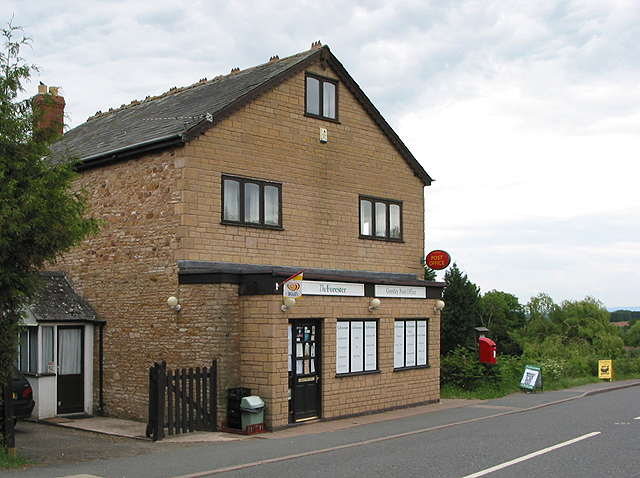
مكتب بريد غورسلي.
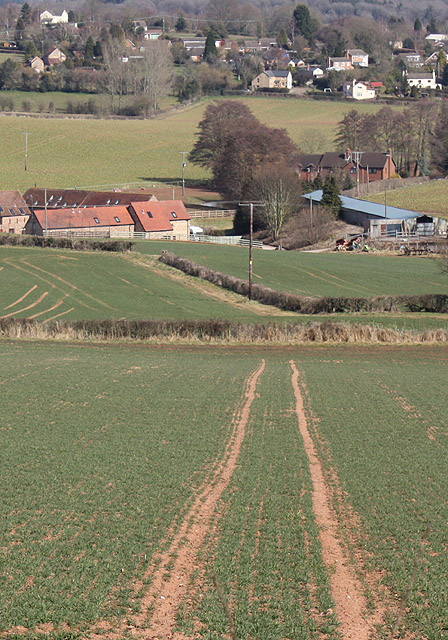
بالقرب من الحظيرة المباني.
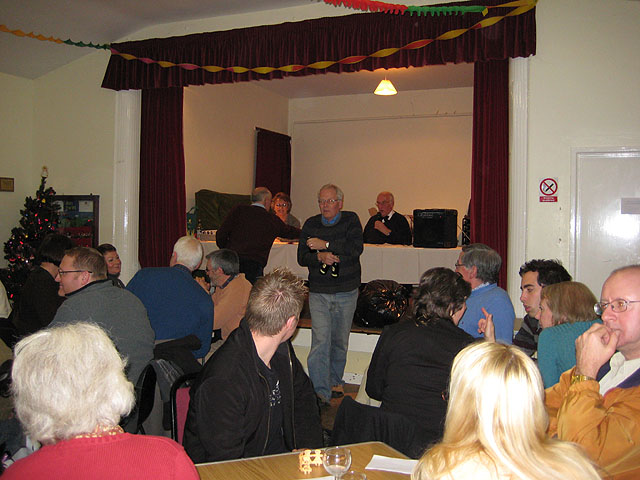
المسابقة السنوية بقاعة القرية غورسلي 2008.
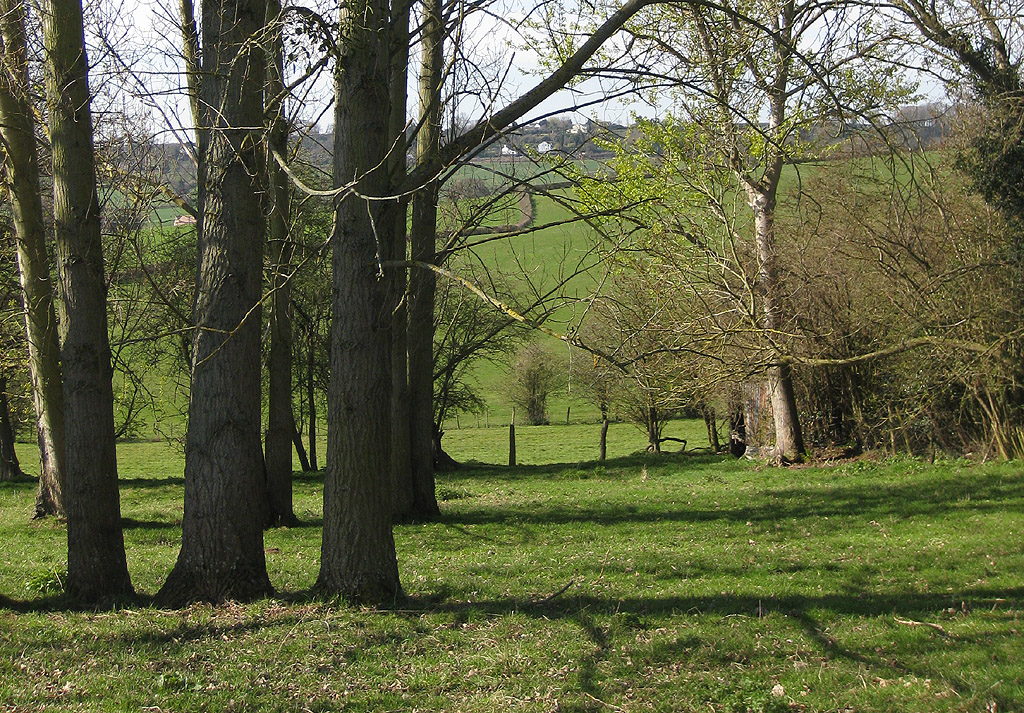
غورسلي على مقربة من شجرة الكرز بأحد المزارع.